# WoesteLand
WoesteLand is de jongerenorganisatie van IVN Natuureducatie. In binnen- en buitenland organiseert WoesteLand kampen in de natuur voor jongeren tussen de 12-15 en 16-30. Tijdens de kampen doen de deelnemers vrijwilligerswerk ten behoeve van het natuurbeheer. Activiteiten vinden plaats in Nederland en in andere landen die vanuit Nederland met bus of trein te bereiken zijn. 

## Geschiedenis
In 1962 organiseerde het IVN voor het eerst een natuurbeschermingswerkkamp voor jongeren. Begin jaren 70 kreeg deze groep een officiële naam: de 'Werkgroep van Kampstafleden' (WvK). In 1986 wordt de naam verandert in 'Werkgroep van Kampbegeleiders,' omdat dit de houding van het team dat de kampen begeleid beter weergeeft. De WvK had rond 1990 meer dan 300 leden. Onder leden werden alleen de begeleiders verstaan, een veel grotere groep jongeren nam elk jaar deel aan de kampen die werden georganiseerd. De werkgroep was onderverdeeld in acht regio's die zelfstandig hun eigen activiteiten verzorgden. Tijdens de kampen en werkweekends werd voornamelijk natuurbeheerwerk gedaan. Het werk werd gebruikt als startpunt voor natuureducatie. Later werden ook kampen georganiseerd waar maar halve dagen werd gewerkt, zodat meer tijd ontstond voor andere programmaonderdelen.
Door studiedruk en algemene maatschappelijke tendensen liep het aantal vrijwilligers terug. Om financiële en organisatorische redenen werd de organisatie ingekrompen tot een landelijke werkgroep zonder regio's. De naam werd gewijzigd in 'IVN-jong'. IVN-jong had een magazine "Buitengewoon" en een intern nieuwsblad "Wildgroei".
WoesteLand werd in 2001 de voor een aanbod van zomerkampen. In 2002 werd ook een 'WoesteLand Festival' georganiseerd. De werkgroep heet sinds 2005 officieel 'WoesteLand'. Ongeveer dertig vrijwilligers waren actief met het organiseren en begeleiden van kampen.
In 2011 was het vijftig jaar geleden dat voor het eerst een jongerenkamp binnen IVN werd georganiseerd. Er werd een reünie gehouden voor iedereen die ooit actief is geweest voor de WvK / IVN-jong / WoesteLand. Ook werd er een jubileumboek uitgebracht.

## Activiteiten
WoesteLand organiseert kampen in de zomervakantie en de kerstvakantie, daarnaast worden er weekenden georganiseerd. Er zijn workshops, creatieve activiteiten en veel ruimte voor inbreng van de deelnemers. 's Ochtends en/of 's middags wordt er vrijwilligerswerk gedaan in de natuur, zoals hooien, plaggen of boompjes steken. Het eten wordt door de begeleiding met hulp van de deelnemers klaargemaakt.

## Natuur & Milieu
Tijdens activiteiten van WoesteLand is veel aandacht voor natuur en milieu gericht op natuurbeleving en samen nadenken over milieuvraagstukken. Een onderdeel van de activiteiten is altijd het natuurbeheerwerk. Deelnemers en begeleiders helpen daarbij een natuurbeheerder. Er wordt samengewerkt met Natuurmonumenten, Staatsbosbeheer en biologische boeren. Er is veel aandacht voor milieuzorg: de activiteiten zijn zo min mogelijk milieubelastend. Het eten is vegetarisch en zo veel mogelijk lokaal en biologisch.

## Samenwerkingsprojecten
WoesteLand werkte via Keigroen samen met andere organisaties op het gebied van natuur en milieu. In 2004 deed het mee met de organisatie van Ecotopia. De organisatie is actief tijdens de landelijke natuurwerkdag en deed in het verleden mee met Groen Café.